# Dermestes lardarius
Dermestes lardarius là một loài bọ cánh cứng được tìm thấy ở miền Cổ bắc (bao gồm châu Âu), và Cận Đông. Ở châu Âu, nó được tìm thấy ở Albania, Áo, Bỉ, Bosna và Hercegovina, Bulgaria, Canada, Croatia, Cộng hòa Séc, Đan Mạch lục địa, Estonia, quần đảo Faroe, Phần Lan, Đức, Iceland, Kaliningrad, Latvia, Liechtenstein, Litva, Luxembourg, Na Uy lục địa, Ba Lan, Nga, Sardegna, Slovakia, Slovenia, Thụy Điển, Hà Lan, Ukraina, và Nam Tư

## Hình ảnh

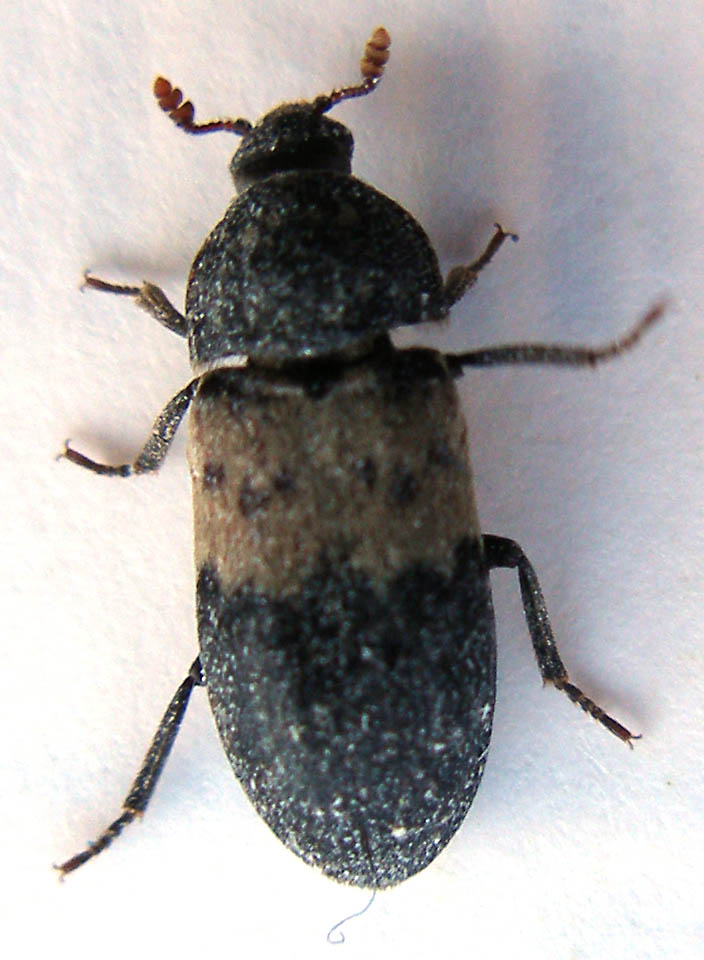
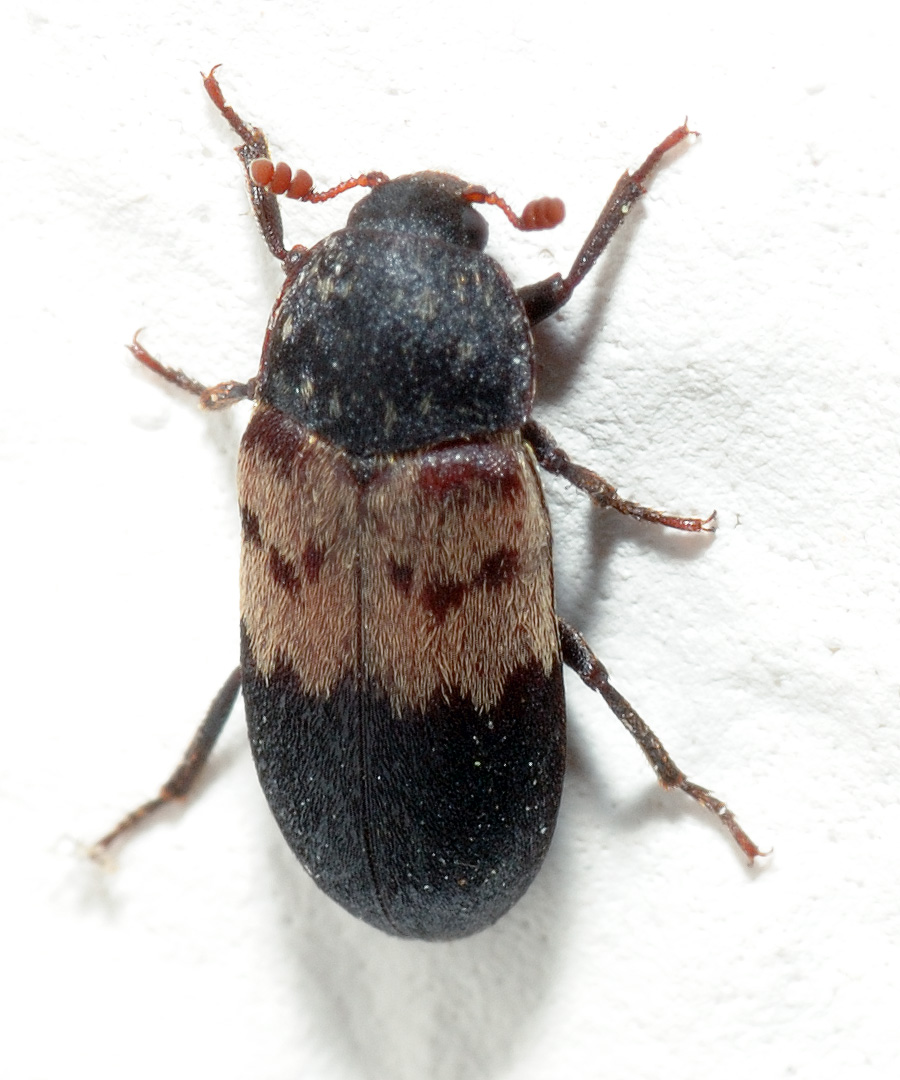
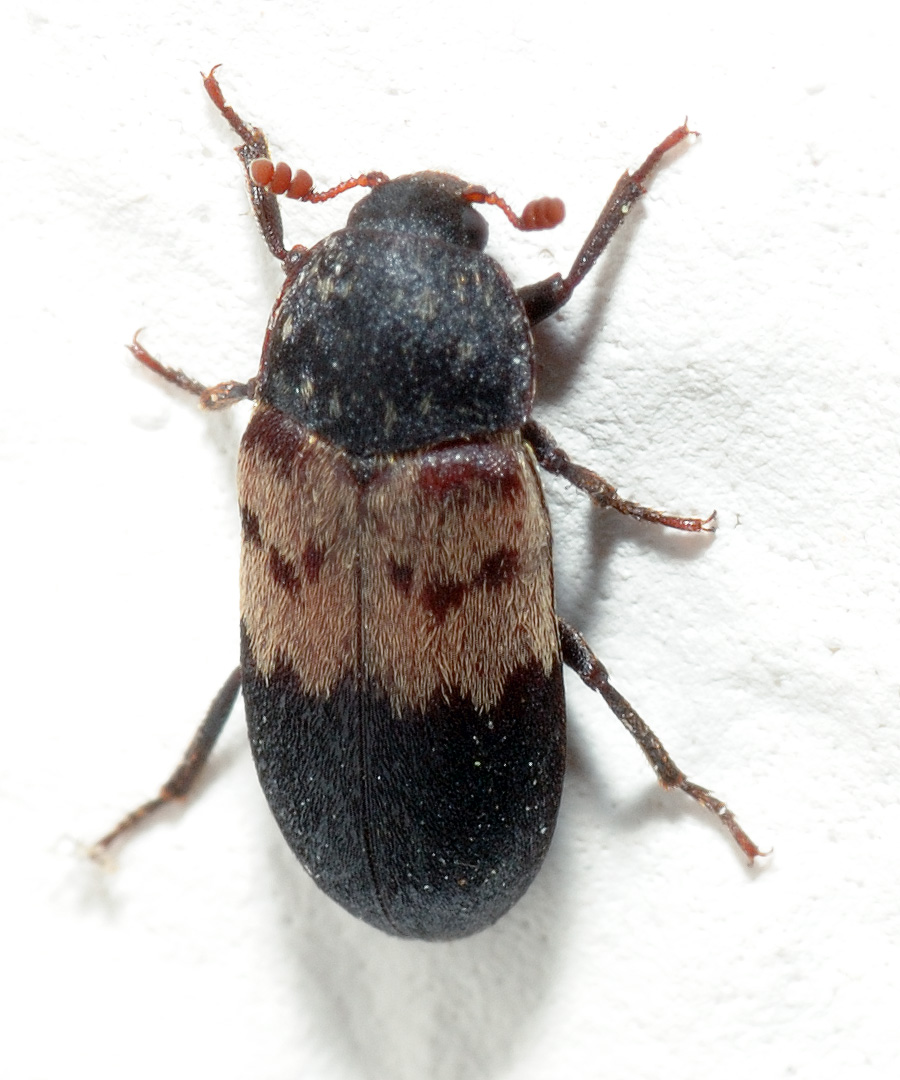
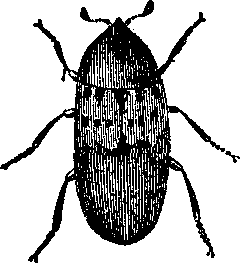